# Oedipina nica
Oedipina nica é uma espécie de anfíbio gimnofiono da família Plethodontidae. Está presente na Nicarágua. A UICN classificou-a como em perigo crítico.